# Nowy cmentarz żydowski w Augustowie
Nowy cmentarz żydowski w Augustowie – nieczynny cmentarz żydowski w Augustowie, położony przy ul. Zarzecze.
Cmentarz powstał ok. 1820, wraz z nowym cmentarzem dla pozostałych wyznań. Położony był w zachodniej części kompleksu cmentarnego i oddzielony parkanem. Pierwsze murowane nagrobki pojawiły się wcześniej niż w części katolickiej – w latach 1826, 1835, 1840, a kapliczka grobowa – w 1830.
Zajmuje powierzchnię 3 ha, na której – wskutek dewastacji z okresu II wojny światowej – zachowało się jedynie 8 macew z przełomu XIX i XX wieku oraz dom przedpogrzebowy służący obecnie celom mieszkalnym.
W 1981 Żydzi pochodzący z Augustowa ufundowali na terenie nekropolii pomnik ku czci przedwojennych żydowskich mieszkańców Augustowa i Ziemi augustowskiej. Historia budowy monumentu została ukazana w amerykańskim filmie dokumentalnym „Journey to Augustow” z 1991 w reżyserii Naomi Zeavin, której rodzina pochodziła z Augustowa. Kirkutem opiekują się uczniowie Gimnazjum nr 2 im. Sybiraków w Augustowie.